# Megumi Yokota
Megumi Yokota (横田 めぐみ; Nagoya, 5 ottobre 1964) è una donna giapponese rapita da agenti nordcoreani nel 1977 all'età di tredici anni.
Nonostante le voci su un suo presunto suicidio avvenuto nel 1994, la sua sorte è tuttora ignota.
Si tratta di una degli almeno diciassette cittadini giapponesi rapiti dalla Corea del Nord a cavallo tra gli anni settanta e ottanta.
Il governo nordcoreano ammise il rapimento affermando anche che la donna si suicidò il 13 marzo 1994.
Tuttavia i genitori di Megumi e altri in Giappone hanno pubblicamente espresso la loro convinzione che Megumi sia ancora viva in Corea del Nord e hanno intrapreso una campagna pubblica per cercare di farla ritornare in Giappone.

## Biografia
Nata nel 1964 a Nagoya come primogenita del padre Shigeru (1932-2020), dipendente della Banca del Giappone e della madre Sakie (1936), dopo la nascita si trasferisce a Tokyo (nel quartiere di Shinagawa), poi a Hiroshima a causa del trasferimento del padre. Nel 1976 si trasferisce a Niigata e nel 1977 entra alla Niigata City Yingi Junior High School. Ha due fratelli, Takuya e Tetsuya. Fu rapita il 15 novembre 1977, all'età di tredici anni, mentre tornava a casa dopo gli allenamenti di badminton (apparteneva al club di badminton della scuola). Personalità luminosa e allegra, le piaceva cantare, disegnare e imparò la calligrafia e la danza classica.

## Il rapimento
Il 15 novembre 1977 fu portata via con la forza da agenti nordcoreani su una nave diretta in Corea del Nord, affrontando un viaggio di circa 40 ore. Si dice che gridò «Mamma, mamma» per tutto il tragitto e che quando arrivò in Corea del Nord le sue unghie si erano quasi staccate ed erano piene di sangue perché graffiò porte e muri.
Dopo il rapimento, si sposò nel 1986 e diede alla luce sua figlia Kim Eun-gyong, la quale ha frequentato la facoltà di informatica dell'università Kim Il-sung, facendo amicizia con Kim Yo-jong, sorella minore del leader nordcoreano Kim Jong-un.
Nel gennaio 1997, si scoprì che Megumi fu rapita dalla Corea del Nord e furono date informazioni sul fatto che fosse viva e si trovasse a Pyongyang.
Nel settembre 2002, Kim Jong-il si scusò per il rapimento dei cittadini giapponesi al primo vertice Giappone-Corea del Nord. I nordcoreani confermarono il rapimento di tredici persone, di cui cinque sopravvissute e altre otto, tra cui Megumi, morirono.
Nel novembre 2004, la Corea del Nord riconsegnò i resti di Megumi. Le valutazioni scientifiche rilevarono però un DNA diverso.

## Teorie della morte
I nordcoreani sostengono che i rapiti si siano suicidati nell'aprile 1994, ma se sia vero o falso è sconosciuto.
Secondo Kim Ken-hee, un ex agente nordcoreano che ha conosciuto Megumi, la ragione principale per la quale la ragazza non è mai stata liberata è perché avrebbe conosciuto i segreti della famiglia Kim Jong. L'agente sostiene che Megumi, oltre ad essere stata sua insegnante di giapponese, sarebbe anche l'insegnante di giapponese della famiglia Kim Jong.